# Leptoderris nobilis
Leptoderris nobilis là một loài thực vật có hoa trong họ Đậu. Loài này được (Baker) Dunn miêu tả khoa học đầu tiên.